# Опида
Опида (Опис, др.-греч. Ὤπις, Ὄυπις «око») — персонаж древнегреческой мифологии.
Прибыла на Делос из страны гипербореев с дарами Илифии. Гиперборейская дева, её пытался изнасиловать Орион, но Артемида убила его.
Героиня на Делосе, дочь Борея. Ей приносят жертвы. Ей посвятил гимн Меланоп из Ким. Также это эпитет Артемиды (у Каллимаха Упис). Её упоминает Нонн.